# Barnadråp i Sverige
Barnadråp är ett brott enligt svensk rätt (3 kap. 3 § brottsbalken) som innebär att en kvinna dödar sitt nyfödda barn. Om en kvinna dödar sitt barn vid födelsen eller ”eljest å tid då hon på grund av nedkomsten befinner sig i upprivet sinnestillstånd eller i svårt trångmål”, kan hon dömas för barnadråp till fängelse i högst sex år. Barnamord (latinska infantici'dium) är i rättshistorisk mening uppsåtligt dödande av nyss fött barn, förövat av barnets moder.
Barnadråp kan ses som ett specialfall av mord eller dråp. Lagstiftaren har ansett att en födsel eller insikten av vad det innebär att man just har blivit mor kan vara en sådan traumatisk upplevelse att det kan vara påkallat att uttryckligen ge domstolen möjligheten att under sådana omständigheter inte bedöma gärningen lika hårt som mord i vanliga fall bedöms.
Förr krävdes enligt svensk rätt att fråga var om oäkta barn, för att detta lagrum skulle vara tillämpligt. Då ansåg man att det abnorma tillstånd, i vilket en ogift mor var försatt av fruktan för vanära, var det starkaste skälet till rättslig särreglering.

## Brottets rättshistoria
Enligt antropologisk forskning är barnamord ett medel att stoppa befolkningsökning utöver vad man kunde försörja. Samlar- och jägarfolk har praktiserat detta, särskilt flickmord.
I det hårda levnadsklimatet under järnåldern avgjorde fadern huruvida ett nyfött barn skulle uppfostras eller utsättas, det vill säga lämnas åt sitt öde i skogen. Detta framgår av landskapslagarnas förbud mot detta bruk som att döma av sammanhanget tycks ha varit vanligt tidigare.[källa behövs] Utsättande av oönskade barn i skogen var en påstådd praxis i det förkristna Europa För att rädda nyfödda ”oäkta” barn från att dödas fanns i flera kloster ”spädbarnsinkast” där det gavs möjlighet att anonymt lämna den nyfödda. Barnet togs om hand av nunnorna, tills någon frivilligt åtog sig dess uppfostran.
Reformationen medförde en skärpning av straffen för barnamord. Den hårdaste synen på brottet hade lagen under senare delen av 1600-talet, då Gamla Testamentets syn på sexualbrott blev normgivande. Köttsligt umgänge utanför äktenskapet sågs som ett grovt brott. Prästerna rapporterade till myndigheterna om något olagligt hade pågått.

## 1600-talet
Under 1600-talet var äktenskapet mellan man och kvinna i centrum. Äktenskapet prioriterades framför barnen eftersom äktenskapet stod som grund för ordningen i samhället. Detta medförde att oäkta barn bröt mot normen av äktenskap och därmed inte var välkomna i samhället. Den ensamstående ogifta modern med ett oäkta barn var alltså en avvikelse från den sociala ordningen. Att mödrar gjorde sig av med sina nyfödda barn blev ett stort kriminalpolitiskt problem under 1600-1700-talet.
Kring mitten av 1600-talet kom begreppet barnamord som innebar moderns dödande av ett oäkta barn vid eller strax efter födseln. Innan ingick barnamord under den allmänna lagen om dråp eller mord på en nära släkting. 1655 kom det första barnamordsplakatet utfärdat av Karl X Gustav, med kontext att barnamord ska straffas med döden vid minsta misstanke. Nästa barnamordsplakat kom 1669 har tillägget att kvinnan måste ha sökt enslighet vid förlossning för att dömas till dödsstraff. 1684 års förordning om barnamord hade fyra krav för att kvinnan skulle dömas och det var följande: att kvinnan blivit gravid genom en utomäktenskaplig samlag, att kvinnan sökt enslighet vid förlossning, att kvinnan dolt graviditeten och att kvinnan gömt undan fostret. Två år senare kom ett tillägg om hur kvinnan skulle straffas om fostret hittades utan några tecken på våld och fullt gånget. Om barnet hittades under dessa förhållanden fick kvinnan andra straff än döden.

## 1700-talet
Innan 1734 gjordes skillnad på ett foster som fördrivits sent eller tidigt i graviditeten men 1734 års lag gjorde ingen skillnad på detta utan straffet blev dödsstraff oavsett när under graviditeten som fosterfördrivning skett. 1750 kom förordningen om medhjälp till barnamord, först då kunde även mannen eller pappan till barnet straffas. Detta innebar att människor i den gravida kvinnans närhet hade en skyldighet att anmäla graviditeten (om barnet var oäkta) eftersom de annars själva kunde straffas.
1777 ställde sig Gustav III kritiskt mot dödsstraffet och ifrågasatte dess avskräckande effekt. 1778 la han fram förslaget att avskaffa dödsstraffet för barnamord men det fick ingen dragkraft och förslaget gick därmed inte igenom. Samma år kom Gustav III barnamordsplakat. Det innebar att en ogift kvinna kunde föda sitt barn anonymt, barnet kunde antecknas i kyrkoboken som född av okänd mor. Dessutom skulle böter utdelas för de som klandrade en ogift mor och skillnaden mellan äkta och oäkta barn vid dop togs bort. Dessa förändringar skedde för att kvinnor skulle slippa skammen med oäkta barn och i förlängningen också minska antalet barnamord. 1779 avskaffades antagandet om mord utan säkra bevis och man kunde alltså inte dömas till döden om det inte fanns bevis från exempelvis en läkare om barnets dödsorsak. Efter år 1778 ökade antalet oäkta barn drastiskt till följd av barnamordsplakatet.

## 1800-talet
Vid 1800-talets början var det brottslingen som stod i fokus, och dennes psykiska tillstånd som började tas i beaktande vid straffutdelning. Särskilt gällande barnadråp så var det nu man började titta på hur moderns tillstånd varit vid födseln, och denna syn på kvinnan kom alltmer under 1800-talet att utvecklas i samband med att det kvinnomedicinska vetenskapsfältet utvecklades under detta århundrade. År 1864 tillkom den nya strafflagen om barnamord, som bland annat delades upp i fyra olika kategorier där modern sedan bedömdes till ett antal månader eller års straffarbete beroende på vilka kriterier hon uppfyllde i straffkategorierna. Det var dessutom först år 1861 som dödsstraffet avskaffades för mödrar som mördade sina barn, och år 1866 fick oäkta barn arvsrätt efter sin mor. År 1890 skedde en straffsänkning, som ledde till att straffarbetet endast kunde vara mellan 2 och 6 år.

## 1900-talet
Under 1900-talet skedde det en förändring i samhällets moralsyn och det var inte längre lika viktigt att fokusera på kvinnans civiltillstånd, alltså om hon var gift eller ej. 1905 fick oäkta barn rätt till arvet efter sina släktingar på sin moders sida. År 1907 sänktes minimistraffet till 1 år av straffarbete, och det var endast vid ytterst allvarliga fall som straffet kunde vara upp till 10 år. 1915 upphävdes bestämmelserna om ofullbordade äktenskap, och 1917 slutade man att räkna trolovningsbarn som äkta och dessa fick även rätt till arvet efter sin fader. Fram till 1915 bevarades dessutom moderns rätt att vara okänd när hon lämnade ifrån sig sitt oäkta barn, men det blev en förändring i lagen då man ansåg att varje barn har rätt att veta vem sin mor är och då togs denna rättighet bort från kvinnorna. År 1918 skedde det ytterligare en förändring i hur synen på faderskapet och dennes ansvar ser ut, och det tillkom en paragraf i den svenska lagen som påpekade faderns ansvar att stödja och hjälpa kvinnan under och efter graviditeten.  
År 1921 sänktes straffskalan ytterligare, och det blev endast 6 månader av straffarbete som maximalt kan uppgå till 4 år. Något som fortfarande kvarstår i lagen är det om att det vid ytterst svåra förhållanden ska finnas möjlighet att straffa kvinnan i upp till 6 år av straffarbete. Det är även under året 1921 som en tvekan om oäkta och äkta barn som benämningar ska finnas med i lagstiftningen, om det faktiskt skall göras en skillnad mellan dessa. Det är under 1900-talet som det skedde en förändring i synen på kvinnan, och det är inte längre lika viktigt som innan att barn föds inom äktenskapet, även om kvinnor fortfarande fördöms för “lösaktighet” under detta århundrade så skedde det en tydlig skiftning i hur samhället såg på kvinnan och äktenskap. År 1928 bestämdes det att fadern själv kan bestämma, i fall där barnet sågs som oäkta, om barnet skulle ha rätt till faderns arv. 
Det var också först 1953 som skillnaden mellan oäkta och äkta barn togs bort i brottsbalken i Sverige. År 1965 ersattes ordet barnamord med beteckningen barnadråp i brottsbalken, och minimistraffet blir en månads frihetsstraff och det maximala straffet som kan ges är 6 år. 1970 fick illegitima (oäkta) barn arvsrätt efter båda sina föräldrar, till skillnad från innan.

## Nutid
Idag ser man på barnamord som begicks under denna period som att ha två offer, dels det dödade spädbarnet men också modern som inte ser någon annan utväg än att döda sitt nyfödda barn, under stark social press att inte bli en ensamstående moder. Än idag är barnadråp ett brott som endast kan begås av kvinnor, och räknas som mord, alternativt dråp, om fadern till barnet genomför ett likadant eller rentav deltar i samma brott. Sedan sexualbrottslagstiftningen gjordes könsneutral under 1980-talet, och värnplikt (med följande förbrytelser) gjorts könsneutral 2017, är barnadråp det enda brottet i svensk lagstiftning som fortfarande är könat. Detta är dock en halvsanning då detta är knutet till att gärningsmannen föder barnet före barnadråpet, vilket torde omfatta även transmän eller intersexpersoner, medan en utomstående kvinna, som en barnmorska, som dödar ett spädbarn döms för mord eller dråp som medgärningsman.